# Joseph Quesnel
Louis-Joseph-Marie Quesnel (Saint-Malo, 15 de noviembre de 1746-Montreal, 3 de julio de 1809) fue un compositor, poeta, dramaturgo y  militar franco-canadiense. Entre sus obras se encuentran dos óperas, Lucas et Cécile y Colas et Colinette; considerada la primera ópera canadiense y probablemente la de América del Norte.

## Primeros años y educación
Quesnel nació en Saint-Malo, Francia, el tercer hijo de Isaac Quesnel de La Rivaudais (1712-1779), un próspero comerciante, y su esposa Pélagie-Jeanne-Marguerite Duguen.  Estudió en el Collège Saint-Louis (1766).

## Carrera
Se unió a la marina mercante francesa y navegó a Pondicherry y Madagascar, viajó por África y el Caribe.Caribbean.  Se dedicó al comercio de esclavos en el Atlántico. En 1768, como subteniente a bordo del Mesny, navegó a Cabinda (la actual Angola), donde se compraron 514 "negros de todas las edades" y se llevaron a la actual Haití, donde se vendieron, según fuentes de archivo francesas, citado en una novela sobre él. Llevaba consigo su violín y leía las obras de dramaturgos franceses.
En 1779, Quesnel zarpó hacia Nueva York al mando de un buque de guerra francés que fue capturado por los británicos. Quesnel fue llevado a Halifax, Nueva Escocia y se le permitió establecerse en Boucherville, cerca de Montreal, Quebec. Allí se casó con Marie-Josephte Deslandes y se convirtió en socio comercial de Maurice-Régis Blondeau, el nuevo marido de su suegra. Se hizo rico comerciando esclavos.
Quesnel publicó una serie de obras teatrales, incluyendo Colas et Colinette, que fue escrita en 1788 y representada por primera vez en 1790, y Lucas et Cecile; también escribió poesía; su poema más conocido se tituló L'Épître à M. Labadie.
Además de varias canciones, compuso música sacra para la iglesia parroquial de Montreal, y algunos motetes, y escribió un breve tratado sobre el arte dramático (1805). Fundó y formó parte de la compañía del Théàtre de Societé de Montreal.

## Fallecimiento
Murió de pleuresía en Montreal en 1809, varios meses después de haberse zambullido en el río San Lorenzo para salvar a un niño que se estaba ahogando.

## Obra
- Le Rimeur dépité,  diálogo en verso.[18]
- c. 1788 : Lucas et Cécile,  ópera.[19]
- 1788 : Colas et Colinette, ou le Bailli Dupé, ópera cómica o vodevil, impreso en Quebéc.
- c. 1800 : Los Republicanos o la noche del cabaret; comedia en prosa, impresa en París.[19]·
- 1801 : Le petit bonhomme vit encore; canción.
- c. 1803 : L'Anglomanie ou Le Diner à l'angloise,  comedia en verso.[18]
- 1803 : Stances sur mon jardin.[20]
- 1803 : Épigramme.[21]
- 1804 : Épitre à M. Généreux Labadie,  poema autobiográfico.[22]
- 1803 : Sur un ruisseau,  poesia.[23]
- 1805 : Adresse aux jeunes acteurs.[24]
- 1806 : Stances marotique à mon esprit.[25]

## Cultura popular
- Quesnel fue el tema de la ópera cómica Le Père des amours, escrita por Eugène Lapierre en 1942.